# とことんニホン語
『とことんニホン語』（とことんニホンご）は、1990年10月16日から1991年3月19日までテレビ東京で放送されていた教養バラエティ番組である。放送時間は毎週火曜 20:00 - 20:54 （日本標準時）。
日本語の持つ奥深さやルーツを探求し、それらについて討論していた。

## 出演者

### 司会
- 澤村藤十郎
- 山瀬まみ

### パネリスト
- 田中義剛
- 中村橋之助
- ほか

| テレビ東京系列 火曜20:00枠                                     | テレビ東京系列 火曜20:00枠                          | テレビ東京系列 火曜20:00枠                                  |
| 前番組                                                         | 番組名                                              | 次番組                                                      |
| -------------------------------------------------------------- | --------------------------------------------------- | ----------------------------------------------------------- |
| 特選・日本映画 （1990年4月3日 - 1990年9月18日） ※19:00 - 20:54 | とことんニホン語 （1990年10月16日 - 1991年3月19日） | クイズ!それは職業秘密です （1991年4月16日 - 1991年9月17日） |

| スタブアイコン | サブスタブ | この項目は、まだ閲覧者の調べものの参照としては役立たない、テレビ番組に関連した書きかけの項目です。この項目を加筆・訂正などしてくださる協力者を求めています（P:テレビ/PJ:放送または配信の番組）。 |